# Liste der Länderspiele der niederländischen Futsalnationalmannschaft der Frauen
Die nachfolgende Liste enthält alle Länderspiele der niederländischen Futsalnationalmannschaft der Frauen, die der Fußballverband der Niederlande, der Koninklijke Nederlandse Voetbalbond (KNVB), im Jahr 2007 gegründet hat. Futsal ist die einzige von der FIFA anerkannte Variante des Hallenfußballs. Bisher wurden acht Länderspiele ausgetragen.

## Länderspielübersicht
Legende
- Erg. = Ergebnis
- n. V. = nach Verlängerung
- i. S. = im Sechsmeterschießen
- abg. = Spielabbruch
- H = Heimspiel
- A = Auswärtsspiel
- * = Spiel auf neutralem Platz
- Hintergrundfarbe grün = Sieg
- Hintergrundfarbe gelb = Unentschieden
- Hintergrundfarbe rot = Niederlage

| Nr.                    | Datum      | Erg. | Gegner     |   | Austragungsort                               | Anlass                                  | Bemerkungen |
| ---------------------- | ---------- | ---- | ---------- | - | -------------------------------------------- | --------------------------------------- | --- |
| 1                      | 01.05.2008 | 1:6  | Spanien    | H | Amsterdam, Sporthallen Zuid                  | Freundschaftsspiel                      | Erstes Heimspiel Erste Niederlage Erste Heimniederlage Höchste Heimniederlage Erstes Länderspiel gegen Spanien                                                   |
| 2                      | 28.03.2009 | 2:9  | Spanien    | A | Las Rozas de Madrid (ESP), Ciudad del Fútbol | Freundschaftsspiel                      | Erstes Auswärtsspiel Erste Auswärtsniederlage Höchste Niederlage Höchste Auswärtsniederlage                                                                      |
| 3                      | 29.03.2009 | 1:7  | Spanien    | A | Las Rozas de Madrid (ESP), Ciudad del Fútbol | Freundschaftsspiel                      | |
| 4                      | 18.02.2018 | 1:3  | Finnland   | H | Smallingerland, Sportcentrum Drachten        | Freundschaftsspiel                      | Erstes Länderspiel gegen Finnland |
| 5                      | 19.02.2018 | 2:0  | Finnland   | H | Leek, Sportcentrum Leek                      | Freundschaftsspiel                      | Erster Sieg Erster Heimsieg Höchster Heimsieg |
| 6                      | 21.08.2018 | 4:5  | Schweden   | * | Newry (NIR), Newry Leisure Centre            | Europameisterschaft 2019- Qualifikation | Erstes Spiel auf neutralem Platz Erste Niederlage auf neutralem Platz Höchste Niederlage auf neutralem Platz Erstes Länderspiel gegen Schweden                   |
| 7                      | 22.08.2018 | 3:3  | Belgien    | * | Newry (NIR), Newry Leisure Centre            | Europameisterschaft 2019- Qualifikation | Erstes Unentschieden Erstes Unentschieden auf neutralem Platz Höchstes Unentschieden Höchstes Unentschieden auf neutralem Platz Erstes Länderspiel gegen Belgien |
| 8                      | 24.08.2018 | 4:2  | Nordirland | A | Newry (NIR), Newry Leisure Centre            | Europameisterschaft 2019- Qualifikation | Erster Auswärtssieg Höchster Sieg Höchster Auswärtssieg Erstes Länderspiel gegen Nordirland                                                                      |
|                        | 02.12.2018 | -:-  | Tschechien | H | Sittard                                      | Freundschaftsspiel                      | Erstes Länderspiel gegen Tschechien |
|                        | 03.12.2018 | -:-  | Tschechien | H | Sittard                                      | Freundschaftsspiel                      | |
| Stand: 24. August 2018 |            |      |            |   |                                              |                                         | |

## Statistik
In der Statistik werden nur die offiziellen Länderspiele berücksichtigt.
Legende
- Sp. = Spiele
- Sg. = Siege
- Uts. = Unentschieden
- Ndl. = Niederlagen
- Hintergrundfarbe grün = positive Bilanz
- Hintergrundfarbe gelb = ausgeglichene Bilanz
- Hintergrundfarbe rot = negative Bilanz

### Gegner
| Land       | Kontinentalverband | Sp. | Sg. | Uts. | Ndl. | Torverhältnis |
| ---------- | ------------------ | --- | --- | ---- | ---- | ------------- |
| Belgien    | UEFA               | 1   | 0   | 1    | 0    | 3:3           |
| Finnland   | UEFA               | 2   | 1   | 0    | 1    | 3:3           |
| Nordirland | UEFA               | 1   | 1   | 0    | 0    | 4:2           |
| Schweden   | UEFA               | 1   | 0   | 0    | 1    | 4:5           |
| Spanien    | UEFA               | 3   | 0   | 0    | 3    | 04:22         |
| Gesamt     | Gesamt             | 8   | 2   | 1    | 5    | 18:35         |

### Kontinentalverbände
| Kontinentalverband                 | Sp. | Sg. | Uts. | Ndl. | Torverhältnis |
| ---------------------------------- | --- | --- | ---- | ---- | ------------- |
| AFC (Asien)                        | 0   | 0   | 0    | 0    | 0:0           |
| CAF (Afrika)                       | 0   | 0   | 0    | 0    | 0:0           |
| CONCACAF (Nord- und Mittelamerika) | 0   | 0   | 0    | 0    | 0:0           |
| CONMEBOL (Südamerika)              | 0   | 0   | 0    | 0    | 0:0           |
| OFC (Ozeanien)                     | 0   | 0   | 0    | 0    | 0:0           |
| UEFA (Europa)                      | 8   | 2   | 1    | 5    | 18:35         |
| Gesamt                             | 8   | 2   | 1    | 5    | 18:35         |

### Anlässe
| Anlass                                   | Sp. | Sg. | Uts. | Ndl. | Torverhältnis |
| ---------------------------------------- | --- | --- | ---- | ---- | ------------- |
| Europameisterschaft-Qualifikationsspiele | 3   | 1   | 1    | 1    | 11:10         |
| Freundschaftsspiele                      | 5   | 1   | 0    | 4    | 07:25         |
| Gesamt                                   | 8   | 2   | 1    | 5    | 18:35         |

### Spielarten
| Spielart                       | Sp. | Sg. | Uts. | Ndl. | Torverhältnis |
| ------------------------------ | --- | --- | ---- | ---- | ------------- |
| Heimspiele (H)                 | 3   | 1   | 0    | 2    | 4:9           |
| Spiele auf neutralem Platz (*) | 2   | 0   | 1    | 1    | 7:8           |
| Auswärtsspiele (A)             | 3   | 1   | 0    | 2    | 07:18         |
| Gesamt                         | 8   | 2   | 1    | 5    | 18:35         |

### Austragungsorte
| Austragungsort      | Land        | Sp. | Sg. | Uts. | Ndl. | Torverhältnis |
| ------------------- | ----------- | --- | --- | ---- | ---- | ------------- |
| Amsterdam           | Niederlande | 1   | 0   | 0    | 1    | 1:6           |
| Las Rozas de Madrid | Spanien     | 2   | 0   | 0    | 2    | 03:16         |
| Leek                | Niederlande | 1   | 1   | 0    | 0    | 2:0           |
| Newry               | Nordirland  | 3   | 1   | 1    | 1    | 11:10         |
| Smallingerland      | Niederlande | 1   | 0   | 0    | 1    | 1:3           |
| Gesamt              | Gesamt      | 8   | 2   | 1    | 5    | 18:35         |

### Spielergebnisse
|      | Gegentore | Gegentore | Gegentore | Gegentore | Gegentore | Gegentore | Gegentore | Gegentore | Gegentore | Gegentore |
| Tore | 0         | 1         | 2         | 3         | 4         | 5         | 6         | 7         | 8         | 9         |
| ---- | --------- | --------- | --------- | --------- | --------- | --------- | --------- | --------- | --------- | --------- |
| 0    | -         | -         | -         | -         | -         | -         | -         | -         | -         | -         |
| 1    | -         | -         | -         | 1         | -         | -         | 1         | 1         | -         | -         |
| 2    | 1         | -         | -         | -         | -         | -         | -         | -         | -         | 1         |
| 3    | -         | -         | -         | 1         | -         | -         | -         | -         | -         | -         |
| 4    | -         | -         | 1         | -         | -         | 1         | -         | -         | -         | -         |